# Éric Woreth
Ne doit pas être confondu avec l'homme politique Éric Woerth.
Éric Woreth est un réalisateur et scénariste français, né le 17 avril 1960.

## Biographie
En 2013, il obtient le Pyrénées d'or de la meilleure série ou mini-série au Festival des créations télévisuelles de Luchon pour Les Petits Meurtres d'Agatha Christie.

## Filmographie

### Réalisation
- 1988 : René Lalu, court-métrage
- 1988 : Big Bang, court-métrage
- 1991 : Oostende
- 1992-1993 : Étude sur le Mouvement, série télévisée (4 épisodes)
- 1995 : Combats de femme, série télévisée (2 épisodes)
- 1996 : Deux justiciers dans la ville, série télévisée (1 épisode)
- 1998 : Ça ne se refuse pas
- 1998 : Vertiges, série télévisée (1 épisode)
- 1998 : Cellule de crise[2], téléfilm
- 2001 : Tel père, telle flic, série télévisée
- 2001 : Chère fantôme, téléfilm
- 2003 : Une amie en or, téléfilm
- 2006 : La Crim', série télévisée (5 épisodes)
- 2003-2006 : Alex Santana, négociateur, série télévisée (2 épisodes)
- 2009-2016 : Les Petits Meurtres d'Agatha Christie, série télévisée (19 épisodes)
- 2017 : L'Art du crime, Une mort galante, (saison 1, épisodes 3 et 4)
- 2018 : Au-delà des apparences (série télévisée)
- 2019-2022 : Un si grand soleil, série télévisée (89 épisodes)

### Scénario
- 1988 : René Lalu, court-métrage
- 1991 : Oostende
- 1995 : Combats de femme, série télévisée (2 épisodes)
- 1998 : Ça ne se refuse pas
- 2003 : Une amie en or, téléfilm

### Acteur
- 2003 : Anomalies passagères, téléfilm de Nadia Fares Anliker : Fred